# Zella-Mehlis
Zella-Mehlis es una ciudad en el suroeste de Turingia, Alemania. Zella-Mehlis tiene 11.747 habitantes (2010) y es parte del distrito de Schmalkalden-Meiningen. Zella-Mehlis se formó por la unión de los pueblos Zella Sanct Blasii («Monasterio de San Blas») y Mehlis, con los derechos de una ciudad, desde 1919.  
La ciudad está en el lado meridional del Rennsteig del bosque de Turingia, aproximadamente cinco kilómetros al norte de Suhl. Su habla popular es el dialecto fráncico oriental. Antiguamente Zella-Mehlis fue un centro de fabricación de máquinas y armas.